# Heerlijkheid Westenschouwen
De heerlijkheid Westenschouwen is een voormalige heerlijkheid in de Nederlandse gemeente Schouwen-Duiveland.

## Geschiedenis
De heerlijkheid lag op het voormalig eiland Schouwen en grenst aan de heerlijkheid Burgh. Deze beide heerlijkheden zijn lang eigendom geweest van dezelfde heren. In de 17e eeuw werd de heerlijkheid eigendom van leden van het geslacht De Huybert, vervolgens kwam zij aan het geslacht De Witte om vanaf 1759 tot 1908 te worden bezeten door leden van het geslacht Van Vrijberghe waarna zij overging naar het aangetrouwde geslacht De Crane. Begin 19e eeuw bestond ook de gemeente Westenschouwen die in 1816 bij de gemeente Burgh werd gevoegd.

## Eigenaars heerlijkheid
Cecilia de Witte, vrouwe van Westenschouwen; trouwde met mr. Jan de Huybert, heer van Westenschouwen
- Isabella Johanna de Huybert (1703-1750); trouwde in 1738 met Johan François van Vrijberghe (1685-1750)
  - Mr. Jan van Vrijberghe, heer van Westenschouwen (1745-1789)
  - Jhr. Johan François van Vrijberghe, heer van Westenschouwen (1776-1845)
    - Jhr. mr. Jan Wilhelmus Christianus van Vrijberghe van Westenschouwen, heer van Westenschouwen (1814-1903)
    - Jkvr. Maria Sophia van Vrijberghe (1817-1869); trouwde in 1837 met mr. Wilhelmus Christianus de Crane (1810-1885)
      - Pieter Paul de Crane, heer van Westenschouwen (1851-1923), zoutzieder

    - Jhr. mr. Pieter Paul van Gelre van Vrijberghe van Westenschouwen, heer van Westenschouwen (1818-1908)